# Haradok (sielsowiet Zawadskaja Słabada)
Haradok (biał. Гарадок; ros. Городок) – wieś na Białorusi, w obwodzie mohylewskim, w rejonie mohylewskim, w sielsowiecie Zawadskaja Słabada.
Do 1917 położona była w Rosji, w guberni mohylewskiej, w powiecie bychowskim. Właścicielem tutejszego majątku był ks. Jan Onoszko (w latach 1831 - 1843 dobra były zajęte przez władze carskie w wyniku zaliczenia duchownego do jednej z kategorii osób związanych z powstaniem listopadowym). W końcu lat 30. XIX w. powrócił on w rodzinne strony powiększając odziedziczony majątek ziemski, do którego należała także sąsiednia Popławszczyzna. Osadził tu podupadłą szlachtę zagrodową wyznania rzymskokatolickiego oraz ufundował w Haradku kaplicę rzymskokatolicką, będącą jedyną świątynią tego wyznania w promieniu ponad 25 wiorst.
Następnie w granicach Związku Sowieckiego. Od 1991 w niepodległej Białorusi.